# Pipistrellus minahassae
Pipistrellus minahassae — вид роду нетопирів.

## Середовище проживання
Цей вид відомий тільки по двох екземплярах з типової місцевості на півночі Сулавесі, Індонезія. Немає інформації про екологію і середовище проживання цього виду.

## Загрози та охорона
Загрози для цього виду не відомі. Поки не відомо, чи вид присутній в будь-якій з природоохоронних територій.